# Метательная мина
Метательная мина — боеприпас, в последней четверти XIX века считавшийся альтернативой первым торпедам (главным образом в силу много меньшей стоимости метательной мины — а также её бо́льших надежности и простоты производства и эксплуатации). 10-дюймовый (254-миллиметровый) морской миномёт (точнее — метательный минный аппарат) метал мину, снаряженную  приблизительно 25 килограммами динамита или пироксилина на дальность около 40 метров (при этом мина двигалась по инерции в воде).
Морские метательные мины были особенно популярны в России. Из 106-ти миноносок, которыми располагал в 1900 году Российский Императорский Флот (строительство миноносок в России началось в 1877 году), на 49-ти были все еще установлены метательные минные аппараты, на 43-х — «постоянные» (неподвижные) минные (торпедные) аппараты для самодвижущихся мин (торпед; в России их называли также «минами Уайтхеда») и на 14-ти — поворотные минные аппараты для самодвижущихся мин. Кроме того, метательными минами еще в 1905 году вооружались все без исключения минные катера, носителями которых являлись эскадренные броненосцы и крейсера 1-го ранга (во всех случаях — по два катера на корабль) Российского Императорского Флота.